# Миховець
Миховець (словен. Mihovec) — поселення в общині Ново Место, регіон Південно-Східна Словенія, Словенія.